# حما كبير
حما كبير قرية سوريّة تتبع إداريّاً لمحافظة حلب منطقة منبج ناحية أبو قلقل، بلغ تعداد سكانها 137 نسمة حسب التعداد السكاني لعام 2004.